# Bultkopvleermuisvis
De bultkopvleermuisvis (Platax batavianus) is een straalvinnige vissensoort uit de familie van schopvissen (Ephippidae). De wetenschappelijke naam van de soort is voor het eerst geldig gepubliceerd in 1831 door Cuvier.